# Koya Kitagawa
Koya Kitagawa (北川 航也 Kitagawa Koya?), född 26 juli 1996, är en japansk fotbollsspelare.
Koya Kitagawa spelade 1 landskamper för det japanska landslaget.